# NGC 5624
NGC 5624 (другие обозначения — UGC 9256, MCG 9-24-6, ZWG 273.6, IRAS14248+5148, PGC 51568) — спиральная галактика, которая находится в созвездии Волопас на расстоянии около 31,2 мегапарсеков от Солнца. Этот объект входит в число перечисленных в оригинальной редакции «Нового общего каталога».